# 능엄주
능엄주(楞嚴呪), 능엄신주 또는 대불정능엄신주는 불교의 대표적인 다라니 중 하나이다. 대불정다라니(大佛頂陀羅尼)로 불리기도 하다.
중국, 일본, 한국에서 수행하는 긴 주문이다. 비록 상대적으로 현대 티벳에서는 덜 알려졌지만 티벳 불교의 주요 수행 진언 중 하나이며 중국 밀교와 진언종과 연관된다.이 주문은 능엄경의 도입부에 따르면 역사적으로 고타마 붓다가 아난이 아라한이 되기 전 보호하기 위하여 문수사리보살을 통해 송출했다. 이것은 부처님에 의해 다시 승단의 사원 법석에서 설해졌다. 능엄주는 동아시아불교와 티베트불교, 두 곳에서 모두 중요한 관세음보살 수행인 유명한 육자대명왕진언 옴마니파드메훔과 대비주와 비슷하다.

### 지송 공덕
《능엄경》 제7권에는 《능엄주》가 수록되어 있으며, 이 주문은 불교에서 가장 중요하고 길이가 긴 주문입니다. 이 권에서는 《능엄주》의 중요한 수행 의미와 지송이 가져오는 여러 공덕에 대해 심도 있게 설명하고 있습니다. 아래는 제7권에서 모든 지송 공덕의 목록입니다.
|    | 《능엄주》의 지송 공덕 (《능엄경》 제7권에서 유래) |
| -- | --- |
| 1  | 이 불정광취실달다반달라 비밀가타 미묘장구는 시방의 모든 부처를 출생시켰나니. |
| 2  | 시방의 부처님이 이 심주(心呪)로 인하여 최상의 정변지각(正遍知覺)을 이루었으며. |
| 3  | 시방의 부처님이 이 심주로 모든 마구니를 항복 받으시고 외도들을 견제하시며. |
| 4  | 시방의 부처님이 이 심주를 타고서 보련화에 앉아 작은 티끌같이 많은 국토에 응하시며. |
| 5  | 시방의 부처님이 이 심주를 머금어서 작은 티끌같이 많은 국토에서 큰 법륜을 굴리시며. |
| 6  | 시방의 부처님이 이 심주를 가지고 시방에서 이마를 만지며 수기하시고, 스스로 과업을 이루지 못하였더라도 시방에서 부처님의 수기를 받으시며. |
| 7  | 시방의 부처님이 이 심주에 의지하여 시방에서 여러 가지 고통을 구제하시나니. |
| 8  | 시방의 부처님이 이 심주를 따라 시방에서 선지식을 잘 섬기되 네 가지 행동 가운데 뜻대로 공양하며 항하의 모래와 같이 많은 부처님의 모임 중에서 큰 법왕자로 추대되시며. |
| 9  | 시방의 부처님이 이 심주를 행하여 시방에서 친하고 인연이 있는 자를 맞아들여서 모든 소승으로 하여금 비밀한 법을 듣고도 놀라움이 생기지 않게 하시느니라. |
| 10 | 시방의 부처님이 이 심주를 외워서 최상의 깨달음을 이루고 보리수 아래에 앉아서 큰 열반에 들어가셨으며. |
| 11 | 시방의 부처님이 이 심주를 전하여 멸도하신 후에 불법을 부촉하여 최후까지 굳게 지키게 하시고, 계율을 엄하고 깨끗하게 지켜서 모든 것을 깨끗하게 하시나니. |
| 12 | 만약 내가 불정광취반달라주(呪)의 한량없는 공덕을 말하고자 한다면 아침부터 저녁까지 쉬지 않고 자구 중간에 하나도 중첩되지 않게 하여 항하사 겁을 지내도록 설명하더라도 마침내 다할 수 없느니라. |
| 13 | 여기에서 설하신 주문은 여래정(如來頂)이라고도 이름 하나니 너희 유학들이 윤회를 완전히 끊지 못하였으므로 지성으로 발심해서 아라한을 이루고자 할진댄 이 주문을 가지지 않고 도량에 앉아서 몸과 마음으로 하여금 마구니의 일을 멀리 하려는 것은 옳지 못하느니라. |
| 14 | 만약 모든 세계에서 국토를 따라 저 국토에 있는 중생들이 그 나라에서 생산되는 벗나무 껍질이나 패다라나무 잎새나 또는 종이에나 흰 비단에다 이 주문을 써서 향기 나는 주머니에 넣어둘지니, 혹 그 사람의 마음이 혼미해서 외울 수가 없으면 몸에 지니거나 집안에 써 간직하면 그러한 사람은 한평생이 다하도록 모든 독이 조금도 해치지 못한다는 것을 마땅히 알아야 할지니라. |
| 15 | 이 주문은 세상 사람을 구호하여 크게 두려움이 없음을 얻게 하며, 중생이 세간을 해탈할 수 있는 지혜를 성취하게 하느니라. |
| 16 | 스스로 외우거나 혹은 다른 사람을 시켜서 외우게 하면 알아야 한다. 이와 같이 지송하는 사람은 불에 타지 않고 물에 빠지지 않으며, 크고 작은 독기가 해치지 못하고 나아가 하늘, 용, 귀신, 정기(精祇)<정(精)은 하늘의 영(靈)이고, 기(祇)는 땅의 영이다.>,마구니와 도깨비의 악한 주문이 모두 붙을 수가 없어서 마음에 정수(正受, 삼매)를 얻어 모든 주문의 저주나 염고(厭蠱)<염(厭)은 푸닥거리를 하여 저주하는 것이고, 고(蠱)는 독약으로 몰래 사람을 해치려고 하는 것이다.>,약독, 금독, 은독과 풀, 나무, 해충, 뱀 등 온갖 물체의 독기가 그 사람의 입에 들어가면 감로의 맛으로 변하며, 일체의 사악한 별과 모든 귀신이 악한 마음으로 사람을 해치려고 하여도 그러한 사람에게는 침범할 수가 없으며, 빈나와 야가와 모든 악귀의 왕과 아울러 그의 권속들이 모두 깊은 은혜를 받고서 항상 수호하느니라. |
| 17 | 이 신비한 주문은 항상 팔만사천 나유타 항하사 구지의 금강장왕보살의 종족과 하나하나 모든 금강의 무리가 그 권속이 되어서 밤낮으로 보호하느니라. 가령 어떤 중생이 산란한 마음으로 삼마지가 아닌 데에서 기억하거나 외우더라도 이 금강왕이 항상 저 선남자를 따라다니거든 더구나 보리심이 결정된 자이겠느냐? 이 모든 금강장왕보살은 정밀한 마음이 가만히 신속하게 신비한 의식을 발하므로 이 사람이 그때를 따라 능히 팔만사천 항하사 겁을 기억하여 분명하게 두루 알게 되고 의혹이 없게 될 것이다. |
| 18 | 제일 겁으로부터 후신(後身)에 이르기까지 세세생생에 야차와 나찰과 부단나와 가타부단나, 구반다, 비사자 등과 모든 아귀와 형체가 있는 것이거나 없는 것, 생각이 있는 것이거나 없는 것, 그러한 나쁜 곳에는 태어나지 않으리라. |
| 19 | 저 선남자가 이 주문을 읽거나 외우거나 써서 지니고 다니거나 간직하거나 여러 가지로 공양하면, 어느 생이라도 가난하거나 하급, 천한 곳 즐겁지 못한 곳에는 태어나지 않느니라. 이 모든 중생들이 비록 그 자신은 복을 짓지 못하였어도 시방의 부처님이 소유하고 있는 공덕을 그 사람에게 다 주시나니, 이로 말미암아 항하사 아승지 이루 말할 수 없이 많은 겁에 항상 모든 부처님들과 한곳에 있으면서 한량없는 공덕이 악차열매가 모여 있는 것과 같아서 한곳에서 공부하고 수행하며 영원히 흩어짐이 없느니라. |
| 20 | 그러므로 계를 깨뜨린 사람에게는 계의 근본을 깨끗하게 하며, 계를 받지 아니한 자에게는 계를 받게 하며, 정진하지 못하는 자에게는 정진하게 하며, 지혜가 없는 자에게는 지혜를 얻게 하며, 청정하지 못한 자에게는 청정함을 얻게 하며, 재계하지 못한 자에게는 재계가 이루어지게 하느니라. |
| 21 | 저 선남자가 이 주문을 지니고 있을 적에는 가령 주문을 받지 아니하였을 적에 범한 계율이라 하더라도 주문을 지닌 뒤에는 모두 계를 끼뜨린 죄가 가볍고 무거움을 막론하고 일시에 소멸할 것이며, 비록 술을 마시고, 오신채(五辛菜)를 먹어서 갖가지 부정한 행위가 있더라도 모든 부처와 보살과 금강왕, 하늘, 신선, 귀신이 허물삼지 않을 것이며, 가령 부정하고 해진 옷을 입었더라도 한 번 거동하고 머무는 것이 모두 깨끗할 것이며, 비록 단(壇)을 만들지 않고 도량에 들어가지 않으며 도를 닦지 않더라도 이 주문을 지녀 외우면 단에 들어가 도를 닦은 공덕과 조금도 다름이 없을 것이니라. |
| 22 | 만약 큰 무간지옥에 들어갈 만한 오역(五逆)중죄와 모든 비구와 비구니의 사기(四棄), 팔기(八棄)<(四棄八棄)-사기(四棄)는 비구가 네 가지 중죄, 즉 음행, 살생, 도적질, 거짓말을 범하면 추방되어 함께 살 수 없게 되는 것이고, 팔기(八棄)는 비구니가 8가지 중죄, 즉 네 가지 중죄 외에 남자와 접촉하거나, 은밀한 곳으로 끌어들이거나, 죄를 덮어주거나, 남자를 따라가는 죄를 지으면 버림을 받아 추방당하게 되는 것이다.>의 죄를 지었다고 하더라도 이 주문을 지녀 외우면 그러한 죄업도 마치 사나운 바람에 모래가 날아가듯이 모두 없어져서 털끝만큼도 남아 있지 않을 것이다. |
| 23 | 만약 어떤 중생이 한량없이 무수한 겁으로부터 소유한 일체의 가볍거나 무거운 죄와 업장에 대하여 지나간 세상으로부터 지금까지 참회하지 못했다 하더라도 만약 이 주문을 외우거나 베껴서 몸에 지니든지 또는 거처하는 집안이나 별장에 간직하면 이렇게 쌓인 업장이 마치 끓는 물에 눈이 녹 듯하여 오래지 않아 모두 무생법인(無生法忍)을 깨닫게 될 것이다. |
| 24 | 만약 어떤 여인이 자녀를 낳지 못하여 잉태하기를 원하는 지극한 마음으로 이 주문을 생각하거나 혹은 몸에다가 이 실달다반달라주를 지니고 다니면 문득 복덕이 있고 지혜가 있는 자녀를 낳을 것이며, 장수하기를 원하는 자는 곧 장수하게 될 것이요, 과보가 속히 원만해지기를 구하는 자는 즉시 원만하게 될 것이며, 몸과 목숨, 색질과 힘도 그와 같고 죽은 뒤에는 소원대로 시방의 국토에 왕생하며, 필연코 변두리 땅이나 하급, 천한 곳에는 태어나지 아니할 것이거늘 더구나 잡다한 형상이겠느냐? |
| 25 | 만약 모든 국토의 주현(州縣)이나 작은 마을에 흉년이 들거나 염병이 돌거나 혹은 난리가 나든지 도적이 들었든지 또는 싸움이 생기거나 그 밖에 일체의 액난이 있는 곳에 이 신비한 주문을 써서 성의 사대문과 깨끗한 도량[支提]이나 깃발[脫闍] 위에 봉안해 두며, 또는 그 국토의 중생으로 하여금 이 신주를 받들어 맞아 예배하고 공경해서 한결같은 마음으로 공양하며, 그 인민들로 하여금 각각 몸에 지니고 다니거나 그들이 거처하는 집안에 봉안하면 일체의 재앙과 액운이 모두 사라질 것이다. |
| 26 | 어느 곳에 있든지 어느 국토의 중생이든지 이 주문을 따르면 하늘과 용이 기뻐하고 비바람이 순조로워서 오곡이 풍년이 들고 백성이 안락하며, 또다시 일체의 악한 별이 곳곳에서 일으키는 변괴를 진압하여 재앙이나 장애가 일어나지 아니하며, 사람들도 횡액과 일찍 죽는 일이 없으며, 어떠한 형틀도 몸을 구속하지 못할 것이며 밤낮으로 편안히 잠을 잘 수 있으며 언제나 악몽이 사라질 것이다. |
| 27 | 이 사바세계에 팔만사천의 재변을 일으키는 악한 별이 있는데 스물여덟 개의 큰 악한 별이 그 우두머리가 되고, 다시 여덟 개의 큰 악한 별이 주장이 되어서 갖가지 형상으로 세상에 나타날 적에 중생에게 온갖 액난을 가져다주니, 이 주문이 있는 곳에는 이러한 액난이 모두 다 사라져서 십이 유순(由旬)이 결계지(結界地)가 되어 여러 가지 나쁜 재앙이 영원히 들어가지 못하느니라. |
| 28 | 이 모든 금강장왕보살은 정밀한 마음이 가만히 신속하게 신비한 의식을 발하므로 이 사람이 그때를 따라 능히 팔만사천 항하사 겁을 기억하여 분명하게 두루 알게 되고 의혹이 없게 될 것이다. |
| 29 | 너와 대중 가운데 배울 것이 있는 모든 사람과 미래세에 수행하는 모든 사람이 나의 도량에 의지해서 법대로 계를 지키되 계를 받는 주인으로 깨끗한 스님을 만나며, 이 신주의 정밀한 요점에 대하여 의문을 품지 않는데, 이러한 선남자가 여기에서 그 부모가 낳아준 몸으로써 마음에 통함을 얻지 못한다면 시방 부처님께서 하신 말씀은 다만 거짓말이 될 것이다. |

## 같이 보기
- 신묘장구대다라니

1. 1 2  《능엄경(불교경전 5)》, 불전간행회 저자, 김두재 번역, 민족사, 1994년 10월 1일.
2. 1 2  엄엄경 제7권 - 이 링크는 《능엄경》 제7권의 중문 원본을 제공합니다.